# Arrondissement de Forchheim

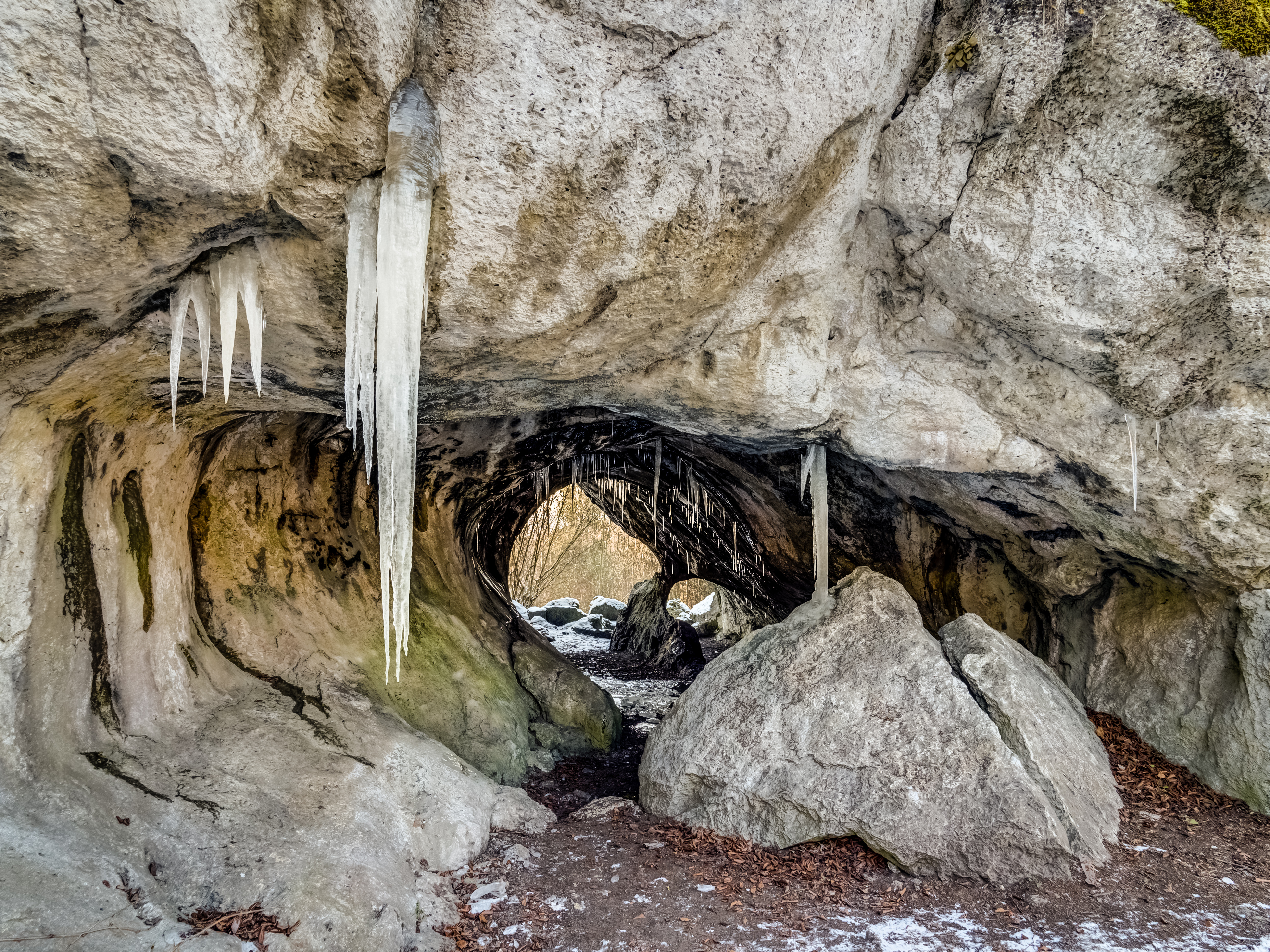
La grotte de Quackenschloss à Forchheim. Février 2018.

L'arrondissement de Forchheim est un arrondissement  ("Landkreis" en allemand) de Bavière   (Allemagne) situé dans le district ("Regierungsbezirk" en allemand) de Haute-Franconie. 
Son chef lieu est Forchheim.

## Villes, communes & communautés d'administration
(nombre d'habitants en 2006)
| Städte 1. Ebermannstadt (6 774) 2. Forchheim, Große Kreisstadt (30 456) 3. Gräfenberg (4 069) Märkte 1. Eggolsheim (6 371) 2. Egloffstein (2 020) 3. Gößweinstein (4 166) 4. Hiltpoltstein (1 561) 5. Igensdorf (4 803) 6. Neunkirchen am Brand (7 968) 7. Pretzfeld (2 472) 8. Wiesenttal (2 538) Gemeinden 1. Dormitz (1 999) 2. Effeltrich (2 702) 3. Hallerndorf (3 954) 4. Hausen (3 691) 5. Heroldsbach (5 018) 6. Hetzles (1 296) 7. Kirchehrenbach (2 301) 8. Kleinsendelbach (1 543) 9. Kunreuth (1 354) 10. Langensendelbach (2 868) 11. Leutenbach (1 755) 12. Obertrubach (2 199) 13. Pinzberg (1 925) 14. Poxdorf (1 549) 15. Unterleinleiter (1 262) 16. Weilersbach (2 041) 17. Weißenohe (1 121) 18. Wiesenthau (1 710) | Verwaltungsgemeinschaften 1. Dormitz (Communes de Dormitz, Hetzles et Kleinsendelbach) 2. Ebermannstadt (Ville d'Ebermannstadt et commune de Unterleinleiter) 3. Effeltrich (Communes de Effeltrich et Poxdorf) 4. Gosberg (Communes de Kunreuth, Pinzberg und Wiesenthau) 5. Gräfenberg (Ville de Gräfenberg, Markt Hiltpoltstein et commune de Weißenohe) 6. Kirchehrenbach (Communes de Kirchehrenbach, Leutenbach et Weilersbach) Pas de Gemeindefreie Gebiete |